# 스탈린의 편지
<스탈린의 편지>는 대한민국의 소설가인 노재성이 2010년에 발표한 대체 역사 소설로 레인스펠에서 출간되었다. 이 소설은 "만약 한국 전쟁 발발 직후에 열린 유엔 안전 보장 이사회에 소련 대표가 참석해 북한의 침공을 받은 남한에 유엔군을 파병한다는 결의안에 거부권을 행사했다면?"이라는 첫 번째 대체역사적 가정(假定)과, "만약 미국의 해리 트루먼 대통령이 유엔군 총사령관이었던 더글라스 맥아더 장군을 해임하지 않았다면?"이라는 두 번째 대체역사적 가정(假定)을 토대로 쓰여졌다.

## 등장인물
- 임준: 동아연방사를 연구하는 한국출신의 청년. 모스크바 대학에서 박사학위 취득을 준비중이다. 어느날 전직 KGB 요원이었던 러시아인에게서 2만달러를 주고 강대국들의 은밀한 협잡의 전모가 담긴 스탈린의 편지를 구입한다. 이후 역사의 진실을 은폐하려는 러시아 대외정보국 요원들과 마피아들에게 살해 위협을 받는다. 그리고 애인인 오수지의 도움을 받아 동아연방으로 탈출하게 되는데..
- 오수지: 연방일보 체육부 기자로 만주어,몽골어,위구르어,티베트어,중국,영어를 유창하게 구사하는 재원에다 8등신 미녀인 그녀가 아무런 연구 실적도 못내고 있는 임준과 사겨주는 이유가 불쌍해서 라고.. 그래도 마피아들에게 목숨을 위협받는 임준을 걱정하며 도움을 주는 것을 보아 마음이 없는 건 아닐듯하다.
- 더글라스 맥아더: 제2차 세계대전과 한국전쟁, 그 전쟁이 확산된 동북아전쟁에 참전해 전투를 지휘한 노련한 노장. 해임위기에서 벗어나 국방장관에 취임해 북한과 중국에 대규모 핵폭격을 지시한다. 그리고 전쟁에서 승리해 동아연방에서는 우상화된 인물.
- 이오시프 스탈린: 소비에트 연방의 서기장. 미국과의 충돌을 꺼려해 자신의 수하인 베리야에게 지시해 미국과 협잡을 한다.
- 해리 S. 트루먼: 미국의 제33대 대통령. 맥아더와 의견차이로 매번 대립하고 결국 맥아더를 해임시키기로 결정한다.
- 라브렌티 베리야: KGB 국장으로서 어마어마한 규모의 정보를 통솔하고 있다. 미국과 소련의 협잡에 가담한 인물로 그가 일본에 있는 맥아더와 대면함으로 인해 세계 역사는 바뀐다.
- 마오쩌둥: 중화인민공화국의 초대 주석이자 최후 주석. 베이징에 투하된 핵을 맞고 사망. 사후에 펑더화이가 주도하고 있던 중화인민공화국 중앙위원회에서 중국의 동북아 전쟁 패배에 대한 책임을 물어 류사오치, 주더, 저우언라이 등 35명과 함께 영구 제명당했다.
- 김일성
- 박헌영: 남로당의 총수로 한국전쟁전 월북한 이후 북한의 간부가 되었다. 그리고 북한이 동북아전쟁에서 패배하자 50년째 함경도 산악 지대, 백두산 밀림, 만주 옌볜에서 활동하는 극좌파 게릴라 조직인 박헌영연맹을 결성했다.
- 세르게이: 박헌영의 아들이자 극좌파 게릴라 조직인 박헌영연맹의 수장. 그에게 걸린 현상금은 2,000만 동아연방 달러(동아연방의 화폐 단위)이다.
- 펑더화이: 1952년 7월에 톈산산맥에 근거지를 두고 결성된 극좌파 국제 테러 조직인 중화인민공화국(별칭 펑더화이주의자)의 초대 수장. 펑더화이주의자들은 1993년 7월 4일에 중국계 미국인들과 함께 미국 뉴욕 맨해튼에서 러시아제 소형 핵무기를 투하하는 테러를 일으켰다. 이 테러로 인하여 35만 명이 사망하고 150만 명이 피폭되었다. 펑더화이는 '혁명의 소리'라는 지하 라디오 방송을 통해 미국이 동북아 전쟁에서 중국에 핵무기를 투하한 것에 대한 보복이라고 주장했다.
- 마오안잉: 톈산산맥에 근거지를 둔 국제테러조직 중화인민공화국의 수장이자 마오쩌둥의 장남. 1995년에 사망한 펑더화이의 뒤를 이어 중화인민공화국의 제2대 수장이 되었다. 80대의 노인이지만 오랜 세월동안 연마한 태극권으로 몸을 단련해 정정하다. 중국의 공산화를 꾀하고 있다. 실제 역사에선 미군의 폭격에 사망. 묘소는 북한에 있다.
- 제14대 달라이 라마: 2006년부터 2010년까지 동아연방의 제12대 연방대통령을 역임했다. 그가 티베트 불교의 수장이라는 이유로 한국을 위시한 기독교계에서 취임 전에 반대가 심했다. 그러나 종교에 연연하지 않고 평등하게 대하겠다고 선언하면서 당선되었다.

## 줄거리
모스크바 대학에서 근무하는 동아연방사를 연구하는 사학자 임준은 어느날 전직 KGB요원이었다는 한 남자에게 한 편지를 구입하지 않겠냐는 제의를 받는다. 편지의 내용은 강대국간의 역사를 바꾼 스탈린의 편지였고 그 편지를 2만달러에 임준에게 판다. 그리고 임준은 어느통신회사 모스크바지사장을 맡고 있는 대학선배에게 돈을 빌려 편지 원본과 해석문의 절반을 메일로 받았고 이후 러시아의 정보요원들과 마피아들에게 추격을 당한다.

## 세계관
소설에서는 소련 대표가 유엔군 파병 결의안을 거부함에 따라 유엔군 대신 미군이 단독으로 한국에 파병되며, 해임 위기에서 벗어나 미국 국방부 장관으로 임명된 더글러스 맥아더 장군이 중국과 북한에 대한 대규모 핵무기 폭격을 실행함으로써 한국 전쟁은 동북아 전쟁이라는 좀 더 지역성이 확대된 명칭으로 불리게 된다. 특히 해리 S. 트루먼 미국 대통령은 미국 주재 소련 대사로부터 전달받은 이오시프 스탈린의 비밀 편지를 통해 1951년 10월 1일에 중국 베이징 주재 소련 대사관에서 중화인민공화국 수립 2주년 기념 만찬이 열린다는 정보를 입수하고 맥아더에게 중국 내 26개 도시(베이징, 톈진, 상하이, 창춘, 산하이관, 충칭, 푸저우, 난징, 선양, 하얼빈, 안둥, 정저우, 우한, 광저우, 난닝, 청두, 쿤밍, 시안, 항저우, 지난, 칭다오, 시닝, 란저우, 구이양, 창사, 난창), 북한 내 15개 도시(평양, 원산, 남포, 해주, 정주, 신의주, 개성, 함흥, 철원, 사리원, 신계, 성천, 강계, 혜산, 청진)에 핵무기 폭격을 가하라는 명령을 내린다. 이 여파로 민간인 사상자는 12,500,000명에 달했고, 방사능에 피폭당한 사람만 19,300,000명에 달했다.
1952년 5월 5일에 동북아 전쟁이 종식된 이후에 중국 대륙은 2년 6개월 동안에 걸친 미국의 군정에 들어가게 되었고, 수도인 베이징을 탈환한 중국 국민당의 재집권과 함께 국호가 자유중국으로 바뀌게 된다. 군정장관은 더글러스 맥아더 장군이 맡았다. 당시 미국 국무부에 소속되어 있던 전략 담당 전문가들은 국공 내전이 아시아의 정치적 불안을 가져왔기 때문에 자유중국에 거주하는 소수 민족들을 독립시켜 중국 대륙의 정치적 안정, 소련에 대한 봉쇄망 확장을 가져와야 한다고 주장했다. 미군정 당국은 1953년 3월에 장제스 총통을 위시한 중국 국민당 고위층 인사들에 반발에도 불구하고 만주, 몽골, 위구르, 티베르를 자유중국에서 분리하여 한국과 함께 연방 국가를 형성하는 내용이 담긴 중국 대륙 분할안을 공개했다. 맥아더는 장제스가 중국 대륙 분할안을 수용하지 않으면 군정이 종식된 자유중국의 총통을 다른 사람으로 바꿀 수 있다고 위협했고, 장제스 또한 해당 안건을 수용하게 된다. 또한 자유중국은 칭다오를 200년 동안 일본에 조차하게 되었고, 웨이하이를 미국에 양도하게 된다. 이로써 자유중국은 면적이 약 4,000,000km2로 축소되었고, 인구가 약 600,000,000명 정도로 축소되었다.
미군정청은 중국 베이징에 위치한 중난하이에서 1954년 4월 25일에 동아시아의 새로운 연방 국가 결성을 위한 13차 회담을 열었다. 이 회담에서 새로운 연방 국가 형성에 관한 최종안이 다음과 같이 공개되었고, 새로운 연방 국가를 구성하는 5개국(한국, 만주국, 몽골국, 위구르국, 티베트국)의 경계선 획정안 또한 이 회담을 통해 공개되었다. 특히 티베트국은 칭하이성을 차지했고, 한국은 간도를 차지했다. 또한 만주국은 푸이를 국가원수로 하는 입헌군주국이 되었다.
1. 새로운 연방 국가의 이름은 동아시아 연방, 약칭 동아연방으로 한다.
2. 한국, 만주국, 몽골국, 위구르국, 티베트국은 동아시아 연방의 구성국 자격으로 각 민족의 전통을 유지하면서 자치권을 행사한다. 단 국방, 외교는 동아연방이라는 이름으로 행사한다.
3. 동아시아 연방의 국가원수는 연방대통령이다. 연방대통령은 각 구성국(한국, 만주국, 몽골국, 위구르국, 티베트국)이 순번제에 따라 5년 임기를 행사한다.
4. 동아시아 연방의 구성국은 서로 간의 인적 교류, 경제 협력을 강화한다.

맥아더는 동아연방의 구성국인 한국, 만주국, 몽골국, 위구르국, 티베트국의 정상들, 장제스 자유중국 총통과 함께 동아시아 연방 조약을 체결했다. 이 조약의 특징은 다음과 같았다.
1. 동아연방은 구성국인 한국, 만주국, 몽골국, 위구르국, 티베트국 5개국의 공동 안전 보장을 위한 연방 상비군을 창설한다.
2. 동아연방은 연방대통령을 국가원수로 하고 입법부인 연방최고의회를 창설한다.
3. 동아연방의 5개 구성국은 수상을 자치 정부의 수반으로 한다. 동아연방의 5개 구성국의 수상들은 동아연방최고회의를 형성한다.
4. 동아연방은 역내 자유 무역을 실시한다.

동아연방의 면적은 7,370,000km2에 달하며, 인구는 약 160,000,000명으로 추산된다. 공용어는 한국어, 만주어, 몽골어, 위구르어, 티베트어이다. 반면 동아연방 내에 중국인 다수가 거주함에도 불구하고 중국어는 공용어로 지정되지 않았다. 동아연방에 거주하는 민족으로는 한민족, 만주족, 몽골족, 위구르족, 티베트족, 한족 등이 있다. 동아연방의 초대 연방대통령은 동아연방 결성을 위한 회담에 참석한 정상들 가운데 최고령이었던 이승만이 맡았다.
1955년에는 동아시아에서 반공주의 세력을 형성하기 위한 군사 동맹 조약 기구인 동아시아 조약 기구가 창설되었다. 이 기구에는 동아연방의 5개 구성국(한국, 만주국, 몽골국, 위구르국, 티베트국), 미국, 자유중국, 일본 8개국이 가입되어 있었다. 동아시아 조약군은 동아연방, 자유중국에 주둔하고 있던 미11군 25만 명, 각 회원국들의 상비군을 주축으로 하여 구성되었다. 동아시아 조약군의 최고사령부는 베이징에 있었으며, 미군이 동아시아 조약군의 최고사령관을 맡았다.
동아연방의 구성국들은 별도의 연합상비군을 구성했는데, 이들 구성국이 중화인민공화국, 일본에 대한 악연을 갖고 있었기 때문이었다. 동아연방군 최고사령부는 동아연방의 수도인 선양에 있었으며, 동부군 사령부는 한국 서울, 북부군 사령부는 만주국 하얼빈, 중부군 사령부는 몽골국 울란바토르, 서부군 사령부는 위구르국 우루무치, 남부군 사령부는 티베트국 라싸에 있었다. 동아연방군 최고사령관은 연방대통령과 마찬가지로 5개국이 순번제에 따라 맡았다.
1979년에 동아연방의 제6대 대통령으로 취임한 박정희는 1970년대 한국에서 일어난 새마을 운동을 동아연방 전역으로 확산시켰다. 또한 자유중국 군대가 티베트를 침공하던 동안에는 동아연방군을 동원하여 격퇴했다. 박정희는 미국의 반대에도 불구하고 핵무기 개발을 추진하다가 1983년에 부하가 쏜 총탄에 맞고 암살당했다.
동아연방 정부는 2000년에 국민투표를 통해 연방 수도를 결정한다고 밝혔다. 후보 도시로는 평양, 선양이 거론되었는데, 선양이 수도로 결정되었다. 선양은 몽골국과 만주국에 거주하고 있던 한족의 압도적인 지지를 받은 점, 한국의 수도였던 서울 이남에 거주하고 있던 주민들이 평양의 발전에 불만을 품고 있던 점, 동아연방의 지리적 중심에 위치한 점 때문에 동아연방의 수도로 결정되었다.
2003년에는 한국계 극렬 공산주의 테러 조직인 박헌영연맹이 한국의 수도였던 서울에 위치한 문화관광부 옥상에서 러시아제 시한 폭탄 장치가 장착된 생화학무기 폭탄을 살포하는 탄저균 테러를 일으켜 61만 명이 사망했다. 이 여파로 서울은 한국의 수도 기능을 상실했는데, 한국 정부는 2004년에 평양을 한국의 새로운 수도로 정하게 된다. 그러나 민간 정부의 소극적인 대응에 불만을 품고 있던 세력들이 한국 군부에 '구국을 위한 결단'을 요구했다. 이에 한국 군부는 민간 정부를 쿠데타로 전복시켰고, 강력한 반공주의 이념을 표방한 독재 정권을 구축하게 된다. 2010년에는 동아연방에서 FIFA 월드컵이 개최되었다.

## 국기와 지도
국기
- 동아연방
- 자유중국

지도
- 동아연방
- 자유중국